# إغناطيوس برزي
الأنبا إغناطيوس برزي (7 يناير 1867 في سوهاج، مصر - 29 يناير 1925) كان مطران الأقصر للأقباط الكاثوليك منذ 1896 و حتى وفاته.

## حياته
مختلف في مكان ولادته حيث تذكر بعض المصادر أنه مولود في جرجا، و أخرى تذكر أنه مولود في الهماص، و كلا المكانين يقعان في سوهاج. درس بجامعة القديس يوسف بلبنان و حصل على شهادة الدكتوراة في الفلسفة و اللاهوت. رُسم كاهنًا في بيروت باسم بولس برزي في 29 يونيو 1891. كان أول أسقف قبطي كاثوليكي يعين لأبرشية الأقصر، و ذلك في 6 مارس 1896 و كانت تدعى أبرشية طيبة. رُسم أسقفًا في 29 مارس 1896 بوضع يد البطريرك كيرلس مقار في كنيسة العائلة المقدسة بدرب الجنينة بالقاهرة و اتخذ اسم إغناطيوس. عُين رئيسًا للكلية الإكليريكية اللاونية بطهطا في سبتمبر 1913 و بقي في منصبه إلى سبتمبر 1921. و بعد ذلك تم تعيينه ممثلًا للطائفة القبطية الكاثوليكية بالبرلمان المصري إبان عهد الملك فؤاد الأول.

## مؤلفاته
- سقوط الحجة اليعقوبية أمام الصخرة البطرسية، في 1896، و قد ألفه ردًا على كتاب (الخريدة النفيسة في تاريخ الكنيسة) لمؤلفه إيسيذوروس رئيس دير البراموس القبطي الأرثوذكسي.[3]